# Elatostema variegatum
Elatostema variegatum är en nässelväxtart som beskrevs av Charles Budd Robinson. Elatostema variegatum ingår i släktet Elatostema och familjen nässelväxter. Inga underarter finns listade i Catalogue of Life.